# Kařízek
Kařízek (en allemand : Karisek, précédemment : Karizek) est une commune du district de Rokycany, dans la région de Plzeň, en République tchèque. Sa population s'élevait à 51 habitants en 2021.

## Géographie
Kařízek se trouve à 18 km au nord-est de Rokycany, à 32 km à l'est-nord-est de Plzeň et à 55 km au sud-ouest de Prague.
La commune est limitée par Kařez à l'ouest et au nord, par Újezd à l'est, par Olešná et Cheznovice au sud, et par Mýto et Cekov à l'ouest.

## Histoire
La première mention écrite du village date de 1398.

## Galerie

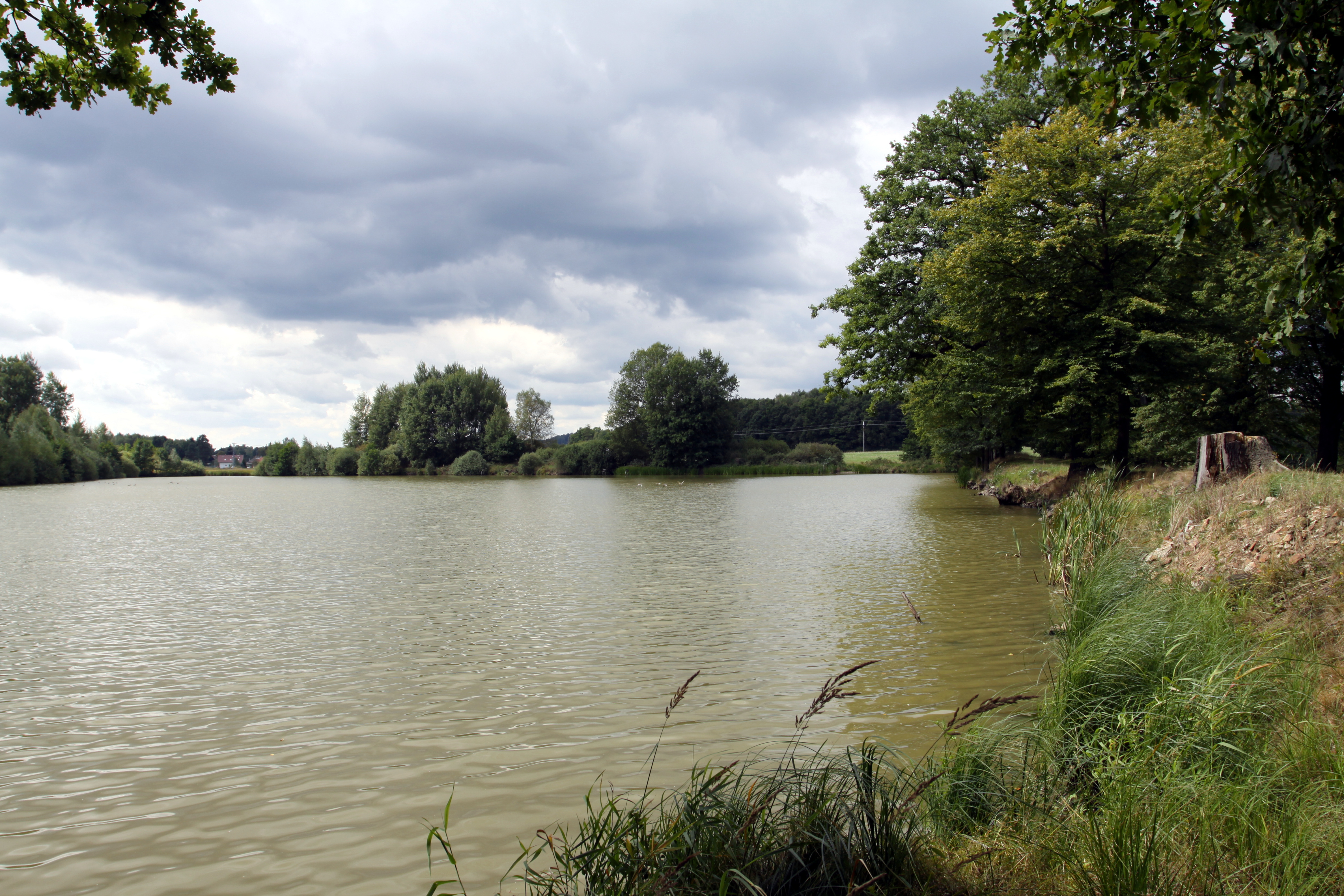
Réserve naturelle de Kařízek .
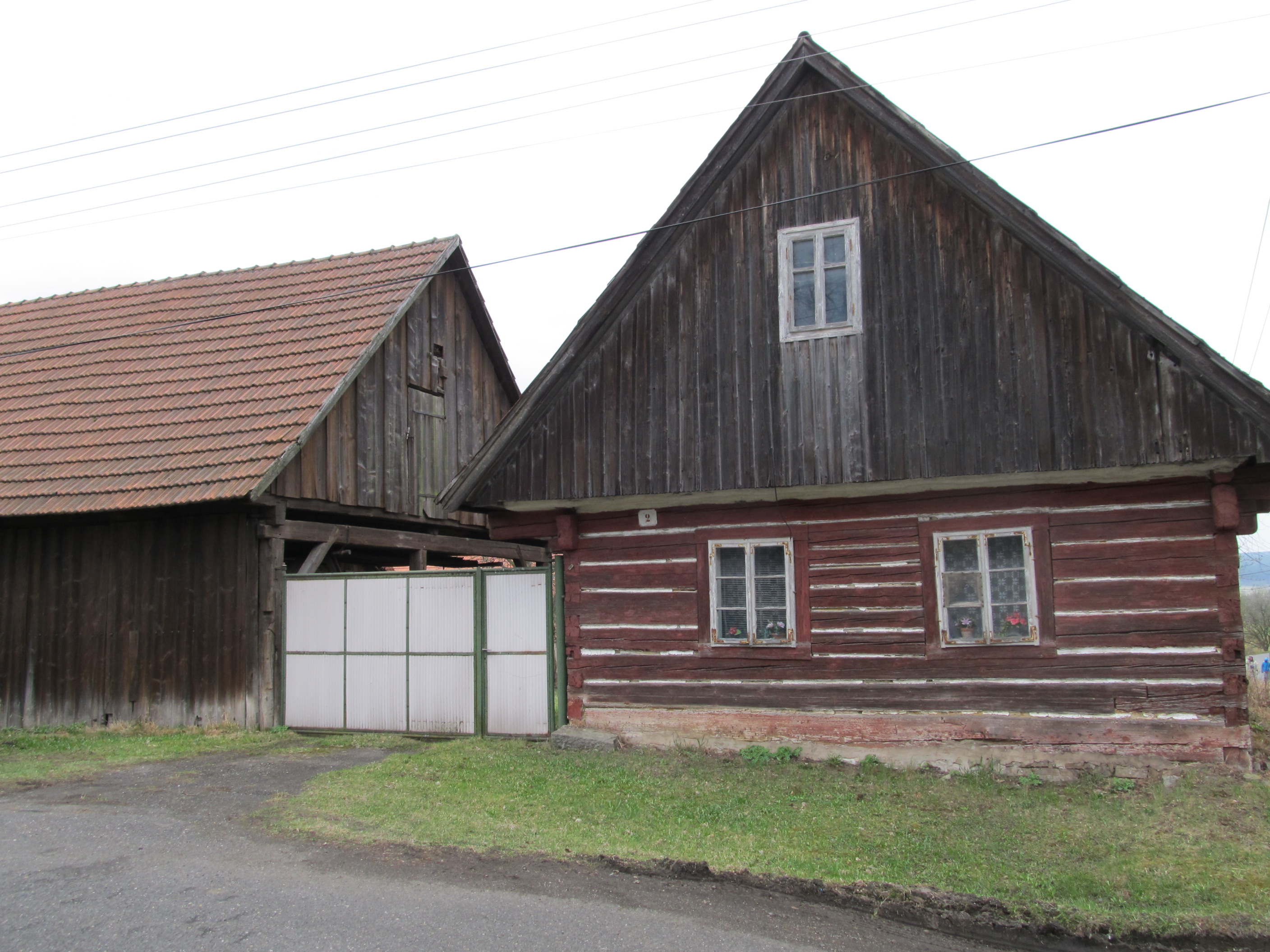
Architecture traditionnelle.

## Transports
Par la route, Kařízek se trouve à 7 km de Zbiroh, à 23 km de Rokycany, à 35 km de Plzeň et à 63 km de Prague.